# Nasonia longicornis
Nasonia longicornis är en stekelart som beskrevs av Darling 1990. Nasonia longicornis ingår i släktet Nasonia och familjen puppglanssteklar. Inga underarter finns listade i Catalogue of Life.